# کاغذ دیجیتال
کاغذ دیجیتال نوعی کاغذ است که به همراه قلم دیجیتال برای ایجاد اسناد دیجیتال دستنوشته به کار می‌رود. الگوی نقطه‌ای چاپ شده مختصات نقاط را بر روی کاغذ دیجیتال مشخص می‌سازد. قلم دیجیتال از این الگو برای نگهداری دستنوشته و انتقال آن به رایانه استفاده می‌کند. کاغذ دیجتال نباید با کاغذ الکترونیک اشتباه گرفته شود. 

## کاغذ دیجیتال
مختصات نقطه‌ای نوعی بارکد دو بعدی است. معمول‌ترین الگوی مورد استفاده در این کاغذ الگوی نقطه‌ای آنوتو (Anoto) است. در الگوی نقطه‌ای آنوتو کاغذ به جدولی با فواصل ۳/۰ میلی‌متر تقسیم می‌شود. دوربینی که بر روی قلم دیجیتال نصب شده معمولاً یک گروه ۶×۶ نقطه‌‌ها را ثبت می‌کند. تمام فضای الگو به حوزه‌های (domain) متعددی تقسیم می‌شود. 
می‌توان الگوی نقطه‌ای آنوتو را با اسفتاده از یک فرآیند استاندارد چاپ با تفکیک حداقل ۶۰۰ dpi و جوهر سیاه کربن پایه تقریباً بر روی هر کاغذی چاپ کرد. جوهر نور مادون قرمز ساطع شده از قلم دیجیتال را جذب می‌کند و با استفاده از گیرنده‌ای که دارد الگوی نوری بازتاب شده از کاغذ را اندازه‌گیری می‌کند. می‌توان از جوهرهایی به رنگ‌های دیگر‌ و نیز جوهر سیاه غیر کربن پایه برای چاپ اطلاعاتی که برای کاربر قابل رؤیت و برای قلم دیجیتال نامرئی باشند استفاده کرد.

## مقالات مرتبط
کاغذ الکترونیک